# Trunk Muzik Returns
Trunk Muzik Returns ist ein Mixtape des US-amerikanischen Rappers Yelawolf. Es erschien am 14. März 2013 ausschließlich zum Download im Internet.

## Produktion
Das gesamte Mixtape wurde von Supahot Beats (WillPower) produziert.

## Covergestaltung
Am 26. Februar 2013 rief Yelawolf über Facebook alle Grafikdesigner dazu auf, ein Albumcover für das Mixtape zu entwerfen. Das Gewinnercover wurde für das Mixtape verwendet.
Das Cover wurde am 8. März 2013 veröffentlicht. Es zeigt Yelawolf, der eine große Sonnenbrille und einen Bart trägt. Mit seiner linken Hand greift er sich an die Sonnenbrille und grinst den Betrachter an. Die weißen Schriftzüge Trunk Muzik Returns, Yelawolf und Slumerican & Supahotbeats befinden sich im unteren Teil des Bildes. Im Hintergrund ist eine US-amerikanische Flagge angedeutet.

## Gastbeiträge
Auf dem Lied Gangster sind die Rapper ASAP Rocky und Big Henry zu hören, wogegen Yelawolf bei Rhyme Room von Raekwon und Killer Mike unterstützt wird. Außerdem ist Paul Wall auf dem Song Hustle vertreten.

## Titelliste
| #  | Titel            | Gastmusiker              | Produzent | Länge |
| -- | ---------------- | ------------------------ | --------- | ----- |
| 1  | Firestarter      |                          | WillPower | 4:01  |
| 2  | Way Out          |                          | WillPower | 4:02  |
| 3  | F.A.S.T. Ride    |                          | WillPower | 5:09  |
| 4  | Box Chevy Part 4 |                          | WillPower | 5:11  |
| 5  | Hustle           | Paul Wall                | WillPower | 3:52  |
| 6  | Catfish Billy    |                          | WillPower | 4:22  |
| 7  | Gangster         | ASAP Rocky und Big Henry | WillPower | 4:49  |
| 8  | Rhyme Room       | Raekwon und Killer Mike  | WillPower | 4:13  |
| 9  | Fame             |                          | WillPower | 4:22  |
| 10 | Tennessee Love   |                          | WillPower | 4:58  |

## Singles
Im Vorfeld des Albums wurden die beiden Lieder Way Out und F.A.S.T. Ride auf YouTube veröffentlicht. Zu beiden Titeln erschienen auch Musikvideos. Außerdem wurde das Lied Gangster kurz vor Albumveröffentlichung auf Yelawolfs Youtube-Kanal online gestellt. Im Oktober 2013 erschien des Weiteren ein Video zum Song Hustle.